# Saint-Martin-du-Tilleul
Saint-Martin-du-Tilleul ist eine französische Gemeinde mit 245 Einwohnern (Stand: 1. Januar 2022) im Département Eure in der Region Normandie. Sie gehört zum Arrondissement Bernay und zum Kanton Bernay. 

## Geografie
Saint-Martin-du-Tilleul liegt auf der Grenze des Pays d’Ouche zum Lieuvin, sechs Kilometer nordwestlich von Bernay. Umgeben wird Saint-Martin-du-Tilleul von den Nachbargemeinden Bournainville-Faverolles im Norden und Nordwesten, Malouy im Norden und Nordosten, Bernay im Osten, Caorches-Saint-Nicolas im Süden und Südosten, Plainville im Südwesten sowie Saint-Vincent-du-Boulay im Westen.
| Jahr      | 1962 | 1968 | 1975 | 1982 | 1990 | 1999 | 2006 | 2013 |
| --------- | ---- | ---- | ---- | ---- | ---- | ---- | ---- | ---- |
| Einwohner | 161  | 173  | 226  | 177  | 260  | 269  | 244  | 255  |

## Sehenswürdigkeiten
- Kirche Saint-Martin aus dem 11./12. Jahrhundert, Umbauten aus dem 15. und 19. Jahrhundert
- Kirche Saint-Germain in Le Tilleul

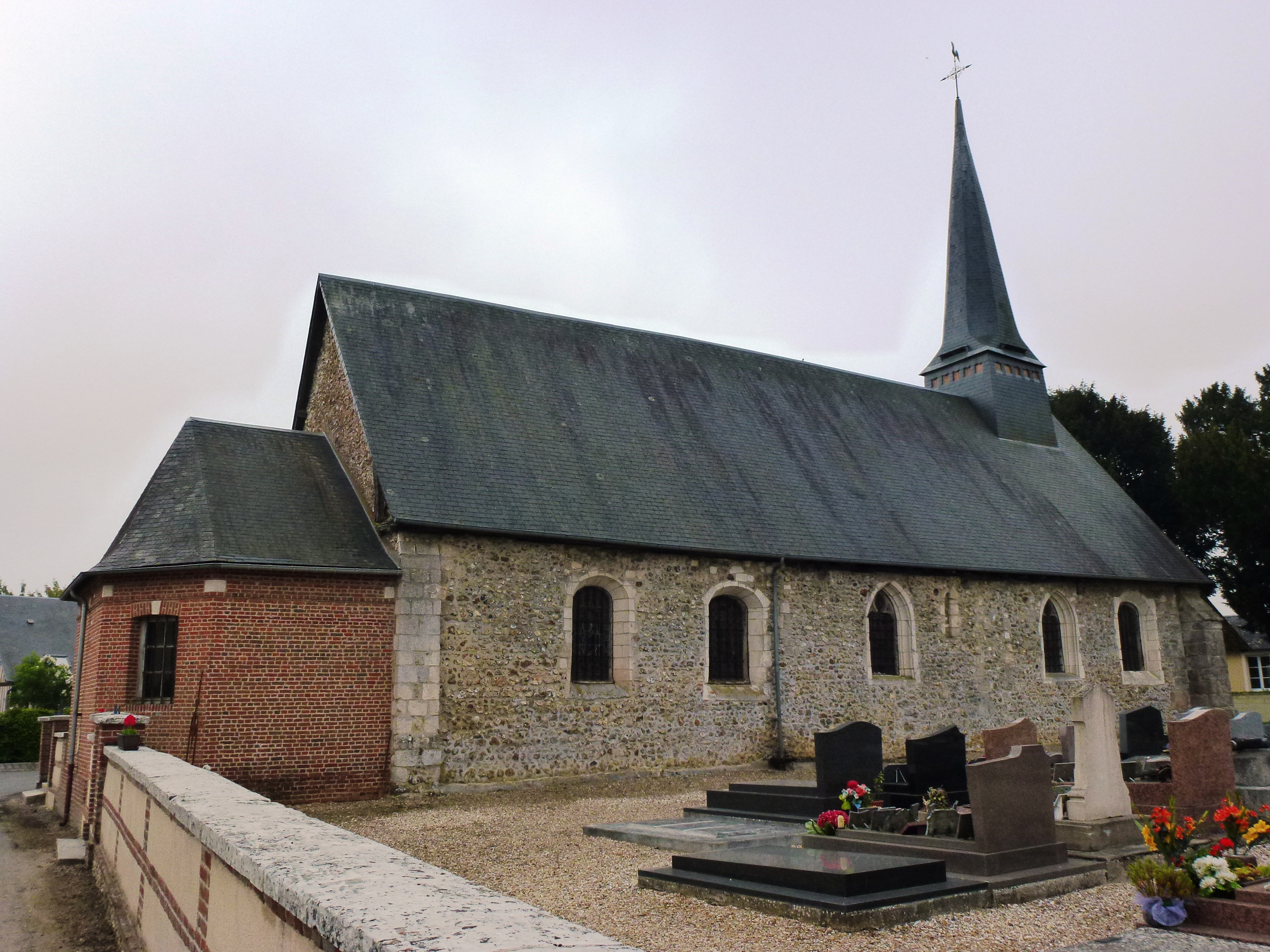
Kirche Saint-Martin

- Reste einer Burg bei Le Tilleul
- Schloss Les Chesnets